# Tư Mã Nghệ
Tư Mã Nghệ (giản thể: 司马乂; phồn thể: 司馬乂; bính âm: Sīmǎ  ài; 277 - 19 tháng 3 năm 304), tự Sĩ Độ (士度) hoặc Sĩ Khánh (仕庆), là một hoàng tử nhà Tấn, và từng giữ chức nhiếp chính trong thời gian ngắn cho anh trai mình là Tấn Huệ Đế. Ông là một trong số tám vị tông thất liên quan đến Loạn bát vương. Trong tám người, chỉ có một mình ông nhận được lời ca ngợi từ các nhà sử học, vì nỗ lực cải cách triều đình nhà Tấn giữa lúc bạo loạn và suy tàn, sự nhã nhặn của ông đối với người anh trai bị thiểu năng trí tuệ của mình, Tấn Huệ Đế. Theo Tấn Sử, Tư Mã Nghệ là một người đàn ông mạnh mẽ và cương quyết, cao bảy chi năm cun (khoảng 1,84 mét).

## Cuộc đời
Tư Mã Nghệ sinh vào ngày 27 tháng giêng (âm lịch) năm Hàm Ninh thứ 3 (277), là con trai thứ 9 của Tấn Vũ Đế, mẹ là Thẩm Phu nhân. Ông là em trai cùng mẹ với Sở vương Tư Mã Vĩ; đồng thời là em trai của Tấn Huệ Đế, anh trai của Tấn Hoài Đế, và là bác của Tấn Mẫn Đế.

### Trường Sa vương
Năm Thái Khang thứ 10 (289), ông được ban tước vị Trường Sa vương (長沙王). Năm sau thì cha ông là Tấn Vũ Đế qua đời, lúc đó ông vừa mới 15 tuổi. Sở vương Tư Mã Vĩ vội về chịu tang, tất cả các vương đều ra ven đường nghênh đón, chỉ có Tư Mã Nghệ ở lại trong lăng sở của Tư Mã Viêm khóc than. Cũng từ đây mà ông được nhiều người ca ngợi vì lòng hiếu thảo. Không lâu sau, ông được thăng chức Bộ Binh Giáo úy.
Khi Tư Mã Vĩ theo lệnh của Hoàng hậu Giả Nam Phong mà giết nhiếp chính Nhữ Nam vương Tư Mã Lượng và Thái bảo Vệ Quán, Tư Mã Nghệ đã trấn thủ Đông Dịch môn (东掖门). Sau Giả hậu mới biết Lượng bị vu cáo, lại thấy Vĩ chuyên quyền nên ghét Vĩ, lại thương Lượng và Cáo bị oan nên sai người bắt giết Vĩ tại triều. Tư Mã Nghệ vì là em cùng mẹ của Vĩ mà bị giáng xuống Thường Sơn vương, đuổi về đất phong.
Năm Vĩnh Ninh đầu tiên (301) triều Tấn Huệ Đế, Triệu vương Tư Mã Luân dấy binh cướp ngôi. Tam vương (Tề vương Tư Mã Quýnh, Thành Đô vương Tư Mã Dĩnh, Hà Gian vương Tư Mã Ngung) cùng đem quân đi thảo phạt Triệu vương. Tư Mã Nghệ đang ở đất phong của mình đã dẫn quân hưởng ứng. Sau khi đến Lạc Dương, ông được phong làm Phủ quân Đại tướng quân, nắm giữ quân cánh trái. Đến ngày 31 tháng 8 thì thăng làm Phiêu Kỵ Tướng quân. Khi Tư Mã Dĩnh và Tề vương Tư Mã Quýnh đánh bại và lật đổ Tư Mã Luân và đưa Huệ Đế trở lại ngai vàng, Tư Mã Nghệ, vì có những đóng góp nên đã được khôi phục lại tước hiệu ban đầu là Trường Sa vương.

### Tru diệt Tề vương
Sau khi lật đổ Tư Mã Luân, Tư Mã Dĩnh trở về Nghiệp thành, Tư Mã Quýnh trở thành người nhiếp chính. Sau khi Đại tư mã Tư Mã Quýnh nắm quyền, dần dần trở nên ngang ngược chuyên quyền, vô lễ với Tấn Huệ Đế, khiến cho Tư Mã Nghệ bất mãn. Trong một lần bái tế Hoàng lăng, ông đã đề nghị khởi binh thảo phạt Tư Mã Quýnh với Tư Mã Dĩnh để bảo vệ thiên hạ. Trong khoảng thời gian này, Tư Mã Quýnh bắt đầu nghi ngờ Hà Gian vương Tư Mã Ngung - người từng có ý định ủng hộ Tư Mã Luân cho đến khi thấy ông ta thất thế.
Sau khi Tư Mã Ngung nghe tin Tư Mã Quýnh nghi ngờ mình, ông đã bắt đầu mưu tính riêng. Nghe theo lời mưu sĩ, Tư Mã Ngung viết thư sai Tư Mã Nghệ lật đổ Tư Mã Quýnh, tin rằng Tư Mã Nghệ sẽ thất bại, ông sau đó sẽ lấy cớ Tư Mã Quýnh giết Tư Mã Nghệ, hợp binh với Tư Mã Dĩnh, chống lại Tư Mã Quýnh. Một khi đã chiến thắng, ông ta sẽ phế truất Tấn Huệ đế và phong Tư Mã Dĩnh làm Hoàng đế, sau đó làm Tể tướng cho Tư Mã Dĩnh.
Năm Thái An đầu tiên (302), Hà Gian vương Tư Mã Ngung tuyên bố nổi dậy, Tư Mã Dĩnh sớm tham gia, bất chấp lời can ngăn của mưu sĩ Lư Chí (盧志). Tư Mã Ngung lệnh cho Tư Mã Nghệ thảo phạt Tư Mã Quýnh. Tư Mã Quýnh nghe tin liền phái tướng Đổng Ngải tấn công Tư Mã Nghệ, nhưng Tư Mã Nghệ đã có chuẩn bị trước, dẫn theo thân binh hơn 100 người chạy vào Hoàng cung, lấy danh nghĩa nghe theo lệnh vua mà dẫn quân tấn công vào phủ Đại tư mã. Hai bên chiến đấu liên tục 3 ngày, Tư Mã Quýnh chiến bại, bị chém chết tại trận, hơn 2000 quân cũng bị tru diệt. Tư Mã Nghệ trở thành nhiếp chính, dù vậy tất cả các vấn đề quan trọng đều đệ trình lên cho Tư Mã Ngung tại Nghiệp thành (鄴城, thuộc Hàm Đan, Hà Bắc ngày nay) để quyết định.

### Chống lại Nhị vương
Tư Mã Nghiệp trở thành nhiếp chính có năng lực, nhưng để giảm bớt sự chống đối, ông đệ trình mọi vấn đề quan trọng lên Tư Mã Ngung, đang đóng quân tại Nghiệp thành. Trên cương vị nhiếp chính, ông chú ý đến việc cải tổ triều đình, và nhận thấy tầm quan trọng của việc bảo vệ danh dự Tấn Huệ Đế trong khi vẫn duy trì cán cân quyền lực giữa các thế lực trong triều đình Nhà Tấn lúc này.
Tư Mã Ngung và các mưu sĩ vốn nghĩ Tư Mã Nghệ sẽ thua Tư Mã Quýnh, từ đó mà Tư Mã Ngung có lý do để tuyên bố thảo phạt Tư Mã Quýnh, sau đó thì phế Tấn Huệ Đế, đưa Thành Đô vương [[Tư Mã Dĩnh[[ lên ngôi, Tư Mã Ngung có thể bái tướng chuyên quyền. Nay Tư Mã Nghệ chiến thắng, kế hoạch không thể thực hiện, ngược lại khiến cho Tư Mã Nghệ nắm quyền, Tư Mã Ngung tức giận, liền âm thầm phái Hà Nam doãn Lý Hàm, Thị trung Phùng Tôn và Trung thư lệnh Biện Túy ám sát Tư Mã Nghệ. Mọi việc bị Hoàng Phủ Thương tố giác, Tư Mã Nghệ lệnh xử tử ba người. Sau khi thấy nhóm người Lý Hàm bị giết, Tư Mã Ngung liền hợp tác với Tư Mã Dĩnh, kéo quân tiến đánh thành Lạc Dương, thảo phạt Tư Mã Nghệ.
Năm Thái An thứ 2 (303), Tư Mã Ngung lệnh cho bộ tướng Trương Phương đem 7 vạn quân kết hợp với hơn 23 vạn quân của Tư Mã Dĩnh đồng thời tấn công Lạc Dương. Tấn Huệ Đế hạ chiếu lệnh cho Tư Mã Nghệ làm Đại đô đốc, dẫn quân nghênh chiến. Chiến sự diễn ra liên tục trong nhiều ngày, trong triều nghị luận rằng Tư Mã Dĩnh và Tư Mã Duệ vốn là anh em, có thể thuyết phục hòa giải. Tấn Huệ Đế liền lệnh cho Trung thư lệnh Vương Diễn làm Thái úy, Quang lộc huân Thạch Lậu làm Tư đồ, nỗ lực thuyết phục Tư Mã Dĩnh, đề nghị phân chia Thiểm Tây làm ranh giới, Dĩnh từ chối. Tư Mã Nghệ vẫn muốn tiếp tục hòa giải, nhưng Tư Mã Dĩnh muốn Nghệ giết Hoàng Phủ Thương thì mới lui binh. Tư Mã Nghệ không đồng ý, hòa giải thất bại.